# Kingu
Kingu je pomemben demon v sumerskem epu o stvarjenju (Enuma Eliš). Od svoje matere in kasneje soproge Tiamat, je prejel Table usode (plošče z napisi). Tiamat ga je nameravala narediti za boga bogov. Toda ubil ga je mladi bog plodnosti, Marduk, ki je zaplenil Table usode in iz Kingujeve krvi ustvaril prvega človeka.